# Pahanga diyaluma
Pahanga diyaluma är en spindelart som beskrevs av Pekka T. Lehtinen 1981. Pahanga diyaluma ingår i släktet Pahanga och familjen Tetrablemmidae.
Artens utbredningsområde är Sri Lanka. Inga underarter finns listade i Catalogue of Life.